# بوریس میخایلوف
بوریس میخایلوف (اوکراینی: Бори́с Андрі́йович Миха́йлов؛ زادهٔ ۲۵ اوت ۱۹۳۸) عکاس اهل اوکراین است.
از او به عنوان یکی از مهمترین هنرمندانی که از اتحاد شوروی سابق ظهور کرده‌است، نام برده می‌شود.
وی همچنین برندهٔ جوایزی همچون جایزه هاسلبلاد شده‌است.

## زندگی‌نامه
بوریس میخایلوف یکی از هنرمندان شناخته‌شده و برجسته‌ای است که از دل اتحاد جماهیر شوروی سربرآورد. از طریق بدن‌های برهنه و مجموعه عکس‌هایی که به لحاظ ایدئولوژیک و صوری چالش‌برانگیز بودند، این عکاس اوکراینی از درون این جامعه به تماشا و تحلیل سازوکارهای اجتماعی سیاسی شوروی نشسته‌است. بعد از فروپاشی شوروی، او با مجموعه عکس «سوابق» جهان را مبهوت کرد؛ مجموعه‌ای که در آن او به شکلی بدون تعارف جنبهٔ تراژیک پنهان شوروی پس از فروپاشی و قربانیان آن را به تصویر کشیده بود. آنچه در ادامه می‌خوانید خلاصهٔ گفتگویی است که در سال ۲۰۱۲ با این عکاس صورت گرفته‌است.